# Sandra Benites
Sandra Benites (Mato Grosso do Sul, 1975) é pesquisadora e ativista dedicada ao seu povo, os Guarani Nhandeva e se destaca na defesa dos direitos indígenas, na promoção da educação intercultural e na preservação das tradições e saberes do povo Guarani.

## Biografia
Sandra Benites nasceu no Mato Grosso do Sul, na aldeia Porto Lindo, em 1975. Ela é fluente em sua língua natal, o guarani, e também em português, inglês e espanhol. Militante desde o fim dos anos 2000, de 2010 a 2013, engajou-se ativamente com um grupo de mulheres indígenas dentro da Associação Indígena Guarani e Tupinikin (AIGT), sediada em Aracruz, no Espírito Santo.
Sandra completou sua formação acadêmica na Universidade Federal de Santa Catarina (UFSC). Em 2017, obteve seu diploma no curso de Licenciatura Intercultural Indígena. É um curso que se concentra nas culturas dos povos indígenas que habitam a região sul da Mata Atlântica e tem regime presencial especial, com etapas concentradas, e desenvolvido na Pedagogia da Alternância: Tempo Universidade e Tempo Comunidade. É mestra em antropologia social pelo programa de pós-graduação do Museu Nacional da Universidade Federal do Rio de Janeiro (UFRJ). Durante seus estudos, Sandra Benites se dedicou em explorar e compreender as discrepâncias existentes entre os processos de formação escolar convencional e os valores fundamentais das comunidades Guaranis e a partir de 2019, desenvolveu pesquisa de doutorado, ainda na UFRJ. Em 2023, reside e trabalha entre Rio de Janeiro e São Paulo como curadora, educadora e pesquisadora.

## Atuação profissional
No fim dos anos 2000, Sandra atuou como agente comunitária de saúde na aldeia Boa Esperança. Trabalhou, entre os anos de 2004 e 2012 como professora na escola indígena Guarani, no território de Porto Lindo, município de Japorã (MS). Desde 2014, presta serviços de assessoria pedagógica para a prefeitura de Maricá, localizada no Rio de Janeiro. Em 2023, é ativista no grupo de mulheres indígenas, que faz parte da Associação Indígena Guarani e Tupiniquin (AIGT). Integrou entre os anos de 2016 e 2018 a equipe de curadoria do Museu de Arte do Rio (MAR), onde participou ativamente e se destacou na curadoria da exposição Dja Guata Porã: Rio de Janeiro Indígena (2017). É doutoranda em Antropologia Social pelo Museu Nacional da Universidade Federal do Rio de Janeiro (UFRJ) desde o ano de 2018 até 2023.

### Curadoria no Museu de Arte de São Paulo Assis Chateaubriand (MASP)
Sandra passou a ocupar, em 2019, o cargo de curadora adjunta no MASP. Foi chamada para esse cargo logo após seu primeiro trabalho oficial com a curadoria indígena, no Museu de Arte do Rio (MAR). A exposição para qual foi convidada no MASP levou o título Histórias Brasileiras e buscou expor as narrativas de pessoas que têm sido esquecidas propositalmente ao longo da história brasileira. Ficou em exposição no período de 26 de agosto até 29 de outubro de 2022.
Entretanto, a curadora pediu demissão em 17 de julho de 2022, com a justificativa de que o Museu teria excluído seis fotografias do Movimento Sem Terra (MST) da exposição. O MASP argumentou que a exclusão se deu por conta de um descumprimento de prazo, mas Benites relatou não ter sido informada sobre as datas com antecedência. Além disso, afirmou após a sua saída que, para o museu, essa contratação teria sido muito mais com o objetivo de propagar a imagem de um ambiente diverso a partir das figuras indígenas, que propriamente por interesse em seu trabalho.

## Prêmios
- Sotheby's Prize (2019)

## Obras
- BENITES, Sandra. Nhe’ẽ, reko porã rã: nhemboea oexakarẽ. Fundamento da pessoa guarani, nosso bem-estar futuro (ducação tradicional): o olhar distorcido da escola. Trabalho de Conclusão de Curso (Graduação em Licenciatura Intercultural Indígena do Sul da Mata Atlântica), Universidade Federal de Santa Catarina, Florianópolis, 2015.
- BENITES, Sandra. Viver na língua Guarani Nhandewa (Mulher falando). Dissertação de Mestrado, Museu Nacional, Universidade Federal do Rio de Janeiro, Departamento de Antropologia Social, Rio de Janeiro, 2018.
- BENITES, Sandra & LAFUENTE, Pablo. “Walking Towards the Indigenous Protagonism: On the Work Process in Dja guata Porã: Río de Janeiro Indígena”, Terremoto, Issue 14, April, 2019.
- BENITES, Sandra. “Educação Guarani e interculturalidade: a(s) História(s) Nhandeva e o Teko”, Caracol, [S. l.], n. 20, 2020, p. 188-201.
- BENITES, Sandra. “Nhe’ẽ para os Guarani (Nhandeva e Mbya)”, Campos – Revista de Antropologia, v. 21, n. 1, 2020, p. 37-42.
- BENITES, Sandra. “Nhe’ẽ, reko porã rã: nhemboea oexakarẽ: Fundamento da pessoa guarani, nosso bem-estar futuro, a educação tradicional e o olhar distorcido da escola” In: ZEA, Evelyn Schuler, DARELLA, Maria Dorothea Post & MACHADO, Juliana Salles (orgs), Ações e saberes Guarani, Kaingang e Laklãnõ-Xokleng em foco: pesquisas da Licenciatura Intercultural Indígena do Sul da Mata Atlântica – GUARANI, Florianópolis, Edições do Bosque, 2020.
- BENITES, Sandra. “Piração”. Corpos que Falam: um lugar para as vozes de estudantes de pós-graduação em quarentena (on-line), Museu Nacional, Rio de Janeiro, 2020. Disponível em: https://corposquefalam.weebly.com/escritas/piracao-sandra-benites-ppgas… Acesso em: 25 de novembro de 2021.
- BENITES, Sandra. “Narrativas da minha trajetória” In: BRULON, Bruno (org.). Descolonizando a Museologia, vol. 1. Museus, ação comunitária e descolonização, Paris, ICOFOM/ICOM, v. 1, 2020, p. 325-337.
- BENITES, Sandra. “Entrevista com Sandra Benites” In: OBRIST, Hans Ulrich. Hans Ulrich Obrist: entrevistas brasileiras vol. 2, Rio de Janeiro, Cobogó, 2020.
- FRANCHETTO, Bruna & ALENCAR, Augusto de. “Com a palavra os pesquisadores indígenas”, Linguística (Rio de Janeiro), v. 15, 2019, p. 18-39.
- LANGLOIS, Jill. “Brazil’s First Indigenous Curator: ‘We’re Not Afraid Anymore’”, The New York Times. 24 de maio de 2020 (on-line).